# دل كينيدي
دل كينيدي (بالإنجليزية: Del Kennedy)‏ هو لاعب كرة قدم أسترالية أسترالي، ولد في 31 يوليو 1923، وتوفي في 26 نوفمبر 2015.

## وصلات خارجية
- دل كينيدي على موقع AustralianFootball.com (الإنجليزية)
- دل كينيدي على موقع AFLtables.com (الإنجليزية)